# William C. Trimble

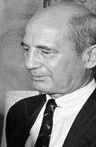
William C. Trimble

William Cattell Trimble (* 2. Mai 1907 in Baltimore, Maryland; † 24. Juni 1996 in Brooklandville, Maryland) war ein US-amerikanischer Diplomat, der zwischen 1959 und 1962 Botschafter in Kambodscha war.

## Leben
William Cattell Trimble, jüngstes von sechs Kindern des Chirurgen Isaac Ridgeway Trimble und dessen Ehefrau Margaret Emily Jones Trimble, begann nach dem Besuch der Gilman School 1926 ein Studium der Geschichte an der Princeton University, welches er 1930 mit einem Bachelor of Arts (BA History) beendete. Im Anschluss trat er 1931 als Foreign Service Officer in den diplomatischen Dienst des Außenministeriums (US Department of State) und war zunächst von 1931 bis 1932 Vizekonsul in Sevilla. Nachdem er von 1932 bis 1936 Vizekonsul in Buenos Aires war, fand er zwischen 1936 und 1938 Verwendung als Vizekonsul in Tallinn. Im Anschluss absolvierte er von 1938 bis 1939 einen Sonderstudiengang für Wirtschaftswissenschaften an der Princeton University und war danach zwischen 1939 und 1940 Vizekonsul in Paris. Im Anschluss fungierte er nach der Besetzung von Paris durch die deutsche Wehrmacht zwischen 1940 und 1941 als Vizekonsul in Vichy sowie von 1941 und 1942 als Vizekonsul in Mexiko-Stadt.
Nach seiner Rückkehr in die USA fungierte Trimble im Außenministerium zwischen 1943 und 1944 erst als stellvertretender Leiter des Referats Exporte und Anforderungen sowie danach von 1944 bis 1946 als stellvertretender Leiter des Referats Nordeuropa. Nachdem er 1946 einen Studiengang am National War College (NWC) in Fort Lesley J. McNair absolviert hatte, war er zwischen Januar 1947 und April 1948 kommissarischer Gesandter in Island. Am 29. April 1949 übernahm Richard P. Butrick den Posten als Gesandter in Island. Im Anschluss war er von 1948 bis 1951 Botschaftsrat an der Botschaft im Vereinigten Königreich sowie zwischen 1951 und 1954 Botschaftsrat an der Botschaft in den Niederlanden. 1954 wurde er Gesandter und Botschaftsrat an der Botschaft in Brasilien sowie anschließend zwischen 1956 und 1958 Gesandter und Botschaftsrat an der Botschaft in der Bundesrepublik Deutschland.
Am 16. Februar 1959 wurde Trimble zum Botschafter in Kambodscha ernannt und übergab dort am 23. April 1959 als Nachfolger von Carl W. Strom seine Akkreditierung.  Am 8. Juni 1962 wurde er als Botschafter abberufen und im Anschluss von Philip D. Sprouse abgelöst. Danach fungierte er im US-Außenministerium zwischen 1962 und 1065 als Leiter des Referats für Westafrika und Mali. Im Anschluss war er von 1965 bis 1968 als Deputy Assistant Secretary of State for African Affairs stellvertretender Leiter der Unterabteilung für Afrika.
Aus seiner Ehe mit Nancy Gordon Carroll Trimble ging die Tochter Carroll L. Cabot sowie die beiden Söhne T. Ridgeway Trimble und William C. Trimble, Jr.  hervor. Nach seinem Tode wurde er auf dem Saint Thomas Episcopal Church Cemetery in Owings Mills beigesetzt.